# Bahnstrecke Zürich–Zug
| Bahnhof Affoltern am Albis |                                                                                          |                                          |                                          |
| Verlauf der Strecke Zürich–Affoltern a. A.–Zug (blau) |                                                                                          |                                          |                                          |
| Streckennummer (BAV): | 711 (ZH Hardbrücke–Affoltern am Albis–Kollermühle (Abzw.)) 660 (Kollermühle (Abzw.)–Zug) |                                          |                                          |
| Fahrplanfeld: | 711                                                                                      |                                          |                                          |
| Streckenlänge: | 34,79 km                                                                                 |                                          |                                          |
| Spurweite: | 1435 mm (Normalspur)                                                                     |                                          |                                          |
| Stromsystem: | 15 kV 16,7 Hz ~                                                                          |                                          |                                          |
| Maximale Neigung: | 19 ‰                                                                                     |                                          |                                          |
| Zweigleisigkeit: | Urdorf–Mören, Hedingen Nord–Affoltern                                                    |                                          |                                          |
| |                                                                                          |                                          |                                          |
| \| \| 0,07 \| Zürich HB (Gl. 3–18) \| 408 m ü. M. \| \| \| \| Bahnstrecke Zürich–Baden \| \| \| \| 4,17 \| Zürich Altstetten \| 399 m ü. M. \| \| \| \| SBB-Strecke nach Baden \| \| \| \| 8,57 \| Urdorf \| 443 m ü. M. \| \| \| 9,84 \| Urdorf Weihermatt \| 461 m ü. M. \| \| \| 10,30 \| Mören \| Mören \| \| \| 10,36 \| Mören \| 467 m ü. M. \| \| \| 12.72 \| Birmensdorf ZH \| 488 m ü. M. \| \| \| \| Landikon 482 m \| \| \| \| 16,39 \| Filderen \| 527 m ü. M. \| \| \| 18,06 \| Bonstetten-Wettswil \| 528 m ü. M. \| \| \| \| ehem. Tunnel Chrüzacher (1864–2010) 21 m \| \| \| \| 20,70 \| Hedingen Nord \| Hedingen Nord \| \| \| 22,11 \| Hedingen \| 497 m ü. M. \| \| \| 24,84 \| Affoltern am Albis \| 494 m ü. M. \| \| \| 28,91 \| Mettmenstetten \| 460 m ü. M. \| \| \| \| Eitenberg (A4) 97 m \| \| \| \| 31,73 \| Knonau \| 436 m ü. M. \| \| \| \| Bibersee (A4) 82 m \| \| \| \| 34,73 \| Steinhausen \| 424 m ü. M. \| \| \| 35,49 \| Steinhausen Rigiblick \| Steinhausen Rigiblick \| \| \| \| Gleisdreieck «Sumpfweiche» (bis 1970) \| \| \| \| \| nach Luzern \| \| \| \| 41,43 \| Kollermühle \| 419 m ü. M. \| \| \| 41,26 \| Zug Chollermüli \| 419 m ü. M. \| \| \| \| Schleife Zug (1897–1990) \| \| \| \| 39,53 \| Zug Schutzengel \| 423 m ü. M. \| \| \| \| Aabachstrasse (l/r) 99/100 m \| \| \| \| \| Zug Kopfbahnhof (bis 1897) \| \| \| \| \| von Arth-Goldau \| \| \| \| 38,83 \| Zug Keilbahnhof \| 425 m ü. M. \| \| \| \| Rest der Schleife Zug \| \| \| \| \| nach Zug \| \| |                                                                                          |                                          |                                          |
| Kopfbahnhof Streckenanfang | 0,07                                                                                     | Zürich HB (Gl. 3–18)                     | 408 m ü. M.                              |
| |                                                                                          | Bahnstrecke Zürich–Baden                 |                                          |
| Bahnhof | 4,17                                                                                     | Zürich Altstetten                        | 399 m ü. M.                              |
| Abzweig geradeaus und nach rechts |                                                                                          | SBB-Strecke nach Baden                   | SBB-Strecke nach Baden                   |
| Bahnhof | 8,57                                                                                     | Urdorf                                   | 443 m ü. M.                              |
| Haltepunkt / Haltestelle | 9,84                                                                                     | Urdorf Weihermatt                        | 461 m ü. M.                              |
| Blockstelle | 10,30                                                                                    | Mören                                    | Mören                                    |
| Blockstelle | 10,36                                                                                    | Mören                                    | 467 m ü. M.                              |
| Bahnhof | 12.72                                                                                    | Birmensdorf ZH                           | 488 m ü. M.                              |
| Tunnel |                                                                                          | Landikon 482 m                           | Landikon 482 m                           |
| ehemaliger Dienststation / Betriebs- oder Güterbahnhof | 16,39                                                                                    | Filderen                                 | 527 m ü. M.                              |
| Bahnhof | 18,06                                                                                    | Bonstetten-Wettswil                      | 528 m ü. M.                              |
| Strecke mit Straßenbrücke |                                                                                          | ehem. Tunnel Chrüzacher (1864–2010) 21 m | ehem. Tunnel Chrüzacher (1864–2010) 21 m |
| Blockstelle | 20,70                                                                                    | Hedingen Nord                            | Hedingen Nord                            |
| Bahnhof | 22,11                                                                                    | Hedingen                                 | 497 m ü. M.                              |
| Bahnhof | 24,84                                                                                    | Affoltern am Albis                       | 494 m ü. M.                              |
| Haltepunkt / Haltestelle | 28,91                                                                                    | Mettmenstetten                           | 460 m ü. M.                              |
| Tunnel |                                                                                          | Eitenberg (A4) 97 m                      | Eitenberg (A4) 97 m                      |
| Bahnhof | 31,73                                                                                    | Knonau                                   | 436 m ü. M.                              |
| Tunnel |                                                                                          | Bibersee (A4) 82 m                       | Bibersee (A4) 82 m                       |
| Bahnhof | 34,73                                                                                    | Steinhausen                              | 424 m ü. M.                              |
| Haltepunkt / Haltestelle | 35,49                                                                                    | Steinhausen Rigiblick                    | Steinhausen Rigiblick                    |
| Verschwenkung von links (Strecke außer Betrieb) · Verschwenkung von rechts |                                                                                          | Gleisdreieck «Sumpfweiche» (bis 1970)    | Gleisdreieck «Sumpfweiche» (bis 1970)    |
| Abzweig quer und ehemals nach rechts · Abzweig geradeaus und von rechts |                                                                                          | nach Luzern                              | nach Luzern                              |
| Blockstelle | 41,43                                                                                    | Kollermühle                              | 419 m ü. M.                              |
| Haltepunkt / Haltestelle | 41,26                                                                                    | Zug Chollermüli                          | 419 m ü. M.                              |
| Verschwenkung von links · Verschwenkung von rechts (Strecke außer Betrieb) |                                                                                          | Schleife Zug (1897–1990)                 | Schleife Zug (1897–1990)                 |
| Haltepunkt / Haltestelle · Strecke (außer Betrieb) | 39,53                                                                                    | Zug Schutzengel                          | 423 m ü. M.                              |
| Brücke · Strecke (außer Betrieb) |                                                                                          | Aabachstrasse (l/r) 99/100 m             | Aabachstrasse (l/r) 99/100 m             |
| Kopfbahnhof Streckenanfang und quer (Strecke außer Betrieb) · Abzweig geradeaus und ehemals nach rechts · Strecke (außer Betrieb) |                                                                                          | Zug Kopfbahnhof (bis 1897)               | Zug Kopfbahnhof (bis 1897)               |
| Strecke quer · Abzweig geradeaus und von rechts · Strecke (außer Betrieb) |                                                                                          | von Arth-Goldau                          | von Arth-Goldau                          |
| Bahnhof | 38,83                                                                                    | Zug Keilbahnhof                          | 425 m ü. M.                              |
| Abzweig geradeaus und nach links · Strecke nach rechts |                                                                                          | Rest der Schleife Zug                    | Rest der Schleife Zug                    |
| Strecke |                                                                                          | nach Zug                                 | nach Zug                                 |

Die Bahnstrecke Zürich–Zug wurde am 1. Juni 1864 von der Zürich-Zug-Luzern-Bahn eröffnet. Zugleich wurde auch die Bahnstrecke Zug–Luzern von der gleichen Gesellschaft eröffnet. Die Strecke beginnt offiziell in Zürich Altstetten, das zur Eröffnung noch eine selbständige Gemeinde war.

## Strecke
In Zürich Altstetten schliesst die Strecke an die 1847 eröffnete Strecke nach Baden an. Dafür wurde der Bahnhof zu einem Abzweigbahnhof umgebaut. Die Strecke benutzt für die Reststrecke nach Zürich Hauptbahnhof die bestehende NOB-Strecke mit.
Ein Gleisdreieck schloss die Strecke von Zürich Altstetten an das Gleis Luzern–Zug an, sodass von Luzern die Züge ohne Wende im Bahnhof Zug über die Strecke durchs Säuliamt nach Zürich fahren konnten. Diese Verbindung wurde vor allem von den Schnellzügen mit Anschluss an die Gotthardbahn benutzt, die ohne Halt in Zug über die Verbindungskurve im Sumpf geleitet wurden. Der Bahnhof Zug war bis zur Eröffnung der Bahnstrecken Thalwil–Zug und Zug–Arth-Goldau im Jahre 1897 ein Kopfbahnhof. Durch die Einführung der Strecke wurde dieser zu einem Keilbahnhof umgebaut und auch die Zuger Schleife eingerichtet, sodass die Züge von Luzern von beiden Seiten in den Bahnhof Zug einfahren konnten. Fortan verkehrten die Schnellzüge von Zürich in Richtung Gotthard über die Strecken Thalwil–Zug und Zug–Arth-Goldau. Die Verbindungskurve im Sumpf wurde 1970 aufgehoben, die Zuger Schleife am 5. Mai 1990. Bis dahin befuhren die Züge aus Richtung Zürich immer die Zuger Schlaufe, denn erst mit der Eröffnung der Doppelspur zwischen Zug und Cham wurde bei der Dienststation Kollermühle eine Weichenverbindung angelegt. Zwischen der Dienststation Kollermülle und der Abzweigung in die Zuger Schlaufe lagen zwar seit der Eröffnung der Strecke zwei Gleise, diese wurden aber bis zu diesem Zeitpunkt wie zwei parallele einspurige Strecken betrieben.

## Geschichte
Die Strecke führt durch das historische Knonaueramt (heute Bezirk Affoltern), was ihr auch den umgangssprachlichen Namen Knonauer-Strecke einbrachte. Ihre Bedeutung als Gotthardzubringer verlor sie mit der Eröffnung der Bahnstrecken Thalwil–Zug und Zug–Arth-Goldau 1897 an diese. Auch die direkten Züge Zürich–Luzern benutzen nun die Strecke über Thalwil, so dass dieser Streckenast der Zürich–Zug–Luzern Bahn zu einer Nebenlinie ohne Personentransitverkehr wurde. Die meisten Güterzüge von Zürich nach Rotkreuz fuhren weiterhin über das Gleisdreieck.
Durch die Verlegung des damaligen Rangierbahnhofes im Zürcher Vorbahnhof nach Zürich Mülligen (Schnellgut + Post) und in den Rangierbahnhof Limmattal fielen diese weg. Am 19. November 1970 legte man den Schenkel des Gleisdreieckes still, der Steinhausen mit Cham verband, und brach ihn ab. Die Güterzüge fahren jetzt über die Südbahn nach Rotkreuz.
Durch die Einführung der S-Bahn Zürich wurde die Bahn wieder attraktiver. In der Folge kam es zu einer massiven Zunahme an Fahrgästen und der Fahrplan wurde ausgebaut. Für den 2007 eingeführten Viertelstunden-Takt bis Affoltern am Albis waren diverse Ausbauten an den Bahnhöfen und der Strecke notwendig.
Die Strecke von Altstetten nach Zug wurde am 15. Oktober 1932 mit 15 kV 16,7 Hz elektrifiziert.
Am 23. Oktober 1989 wurde die Strecke von Urdorf nach Mören zur Doppelspur ausgebaut. Der Streckenabschnitt Kollermühle – Zug wurde am 5. Mai 1990 doppelspurig.

## Bahnhöfe
Die Zwischenbahnhöfe bei der Eröffnung waren Urdorf, Birmensdorf, Bonstetten, Hedingen, Affoltern am Albis, Mettmenstetten und Knonau. Sie alle erhielten Aufnahmegebäude nach Plänen von Jakob Friedrich Wanner. Diese kubischen Steinbauten waren alle ähnlich gebaut und hatten drei oder vier Fensterachsen.
Erst nach der Verstaatlichung der Eisenbahn wurde die Station Steinhausen durch die SBB gebaut. Die Haltestelle Urdorf Weihermatt wurde auf die Eröffnung der S-Bahn hin eingerichtet. An den neuen Haltestellen der Stadtbahn Zug hält kein Zug, der die Strecke über Affoltern am Albis befährt.
| Station               | Eröffnung                 | Architekt        | Schwellenhöhe | Koordinaten     |  |
| --------------------- | ------------------------- | ---------------- | ------------- | --------------- |  |
| Zürich Altstetten     | 1847 (Neubau: 1966)       | Max Vogt         | 399 m ü. M.   | 679298 / 249492 |  |
| Urdorf                | 1864                      | J. F. Wanner     | 442 m ü. M.   | 675205 / 249372 |  |
| Urdorf Weihermatt     | 1990                      |                  | 456 m ü. M.   | 674888 / 248266 |  |
| Birmensdorf ZH        | 1864                      |                  | 488 m ü. M.   | 675466 / 245656 |  |
| Bonstetten-Wettswil   | 1864 (Neubau: 2008)       | Thomas Schinkhof | 528 m ü. M.   | 677826 / 242180 |  |
| Hedingen              | 1864                      | J. F. Wanner     | 497 m ü. M.   | 676185 / 239144 |  |
| Affoltern am Albis    | 1864 (Neubau: 2001)       |                  | 494 m ü. M.   | 676265 / 236619 |  |
| Mettmenstetten        | 1864                      | J. F. Wanner     | 460 m ü. M.   | 677127 / 233072 |  |
| Knonau                | 1864                      | J. F. Wanner     | 436 m ü. M.   | 677869 / 230434 |  |
| Steinhausen ZG        | 1904                      |                  | 424 m ü. M.   | 678794 / 227591 |  |
| Steinhausen Rigiblick | 2012                      |                  | 416 m ü. M.   | 678901 / 226847 |  |
| Zug                   | 1864 (Neubau: 1897, 2004) | Klaus Hornberger | 425 m ü. M.   | 677127 / 233072 |  |

### Bahnhof Affoltern am Albis

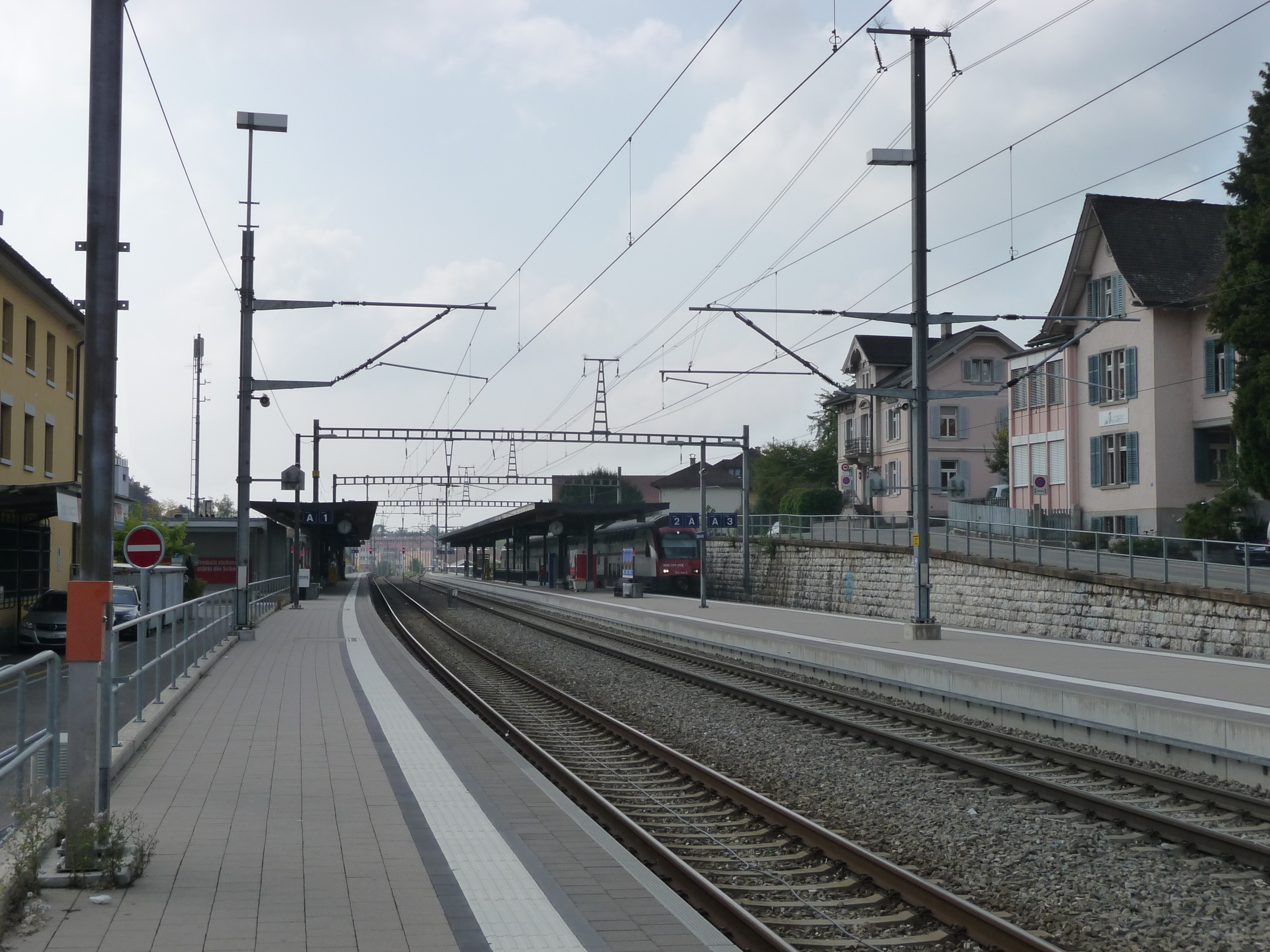
Bahnhof Affoltern am Albis (2009)

Der Bahnhof Affoltern am Albis liegt knapp 30 Minuten vom Hauptbahnhof Zürich entfernt. In Richtung Zug gibt es drei Abstellgleise, die jedoch selten genutzt werden, und ein ehemaliges Anschlussgleis an das ehemalige OVA-Areal. Im Jahre 2001 wurde der alte Bahnhof mit seinen zwei Gleisen komplett umgebaut. Der Bahnübergang beim Areal der OVA wurde aufgelöst und stattdessen eine Velo- und Personenunterführung gebaut. Der Bahnhof erhielt ein neues drittes Gleis, und alle Gebäude sind ersetzt worden. Die Strasse wurde umgebaut, und es entstand ein Busbahnhof. Der integrierte Busterminal bietet acht Standplätze für die vorläufig sechs Buslinien in die Region sowie nach Cham, Zürich, Muri AG und Thalwil. Im September 2002 wurde der heutige Bahnhof mit einem Fest eingeweiht.

### Bahnhof Bonstetten-Wettswil

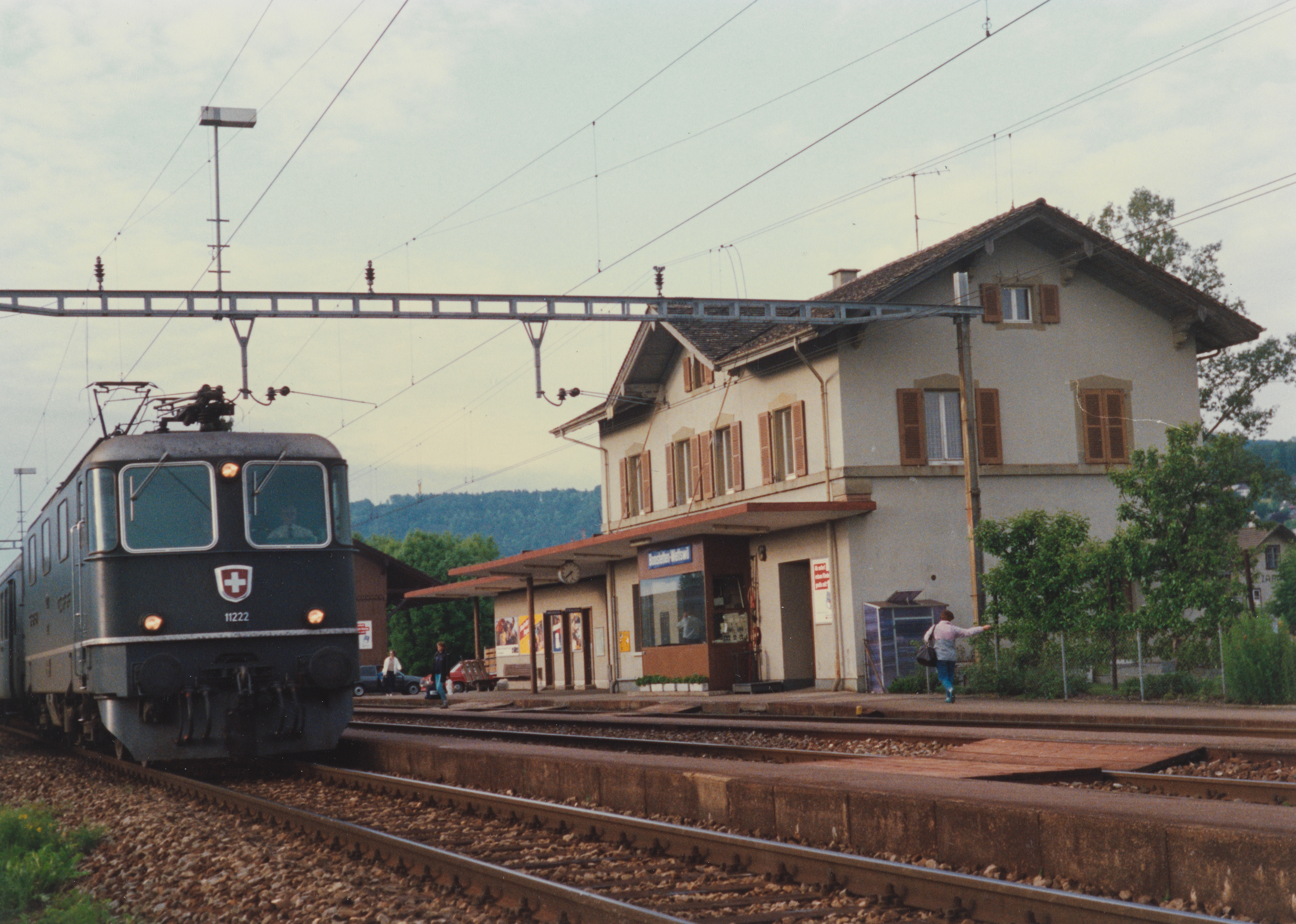
Bahnhof Bonstetten-Wettswil (undatiert, vor Neubau)

Der Bahnhof Bonstetten-Wettswil ist ab dem Hauptbahnhof Zürich in 20 Minuten erreicht. Der Bahnhof ist mit 528 m ü. M. der höchstgelegene Bahnhof dieser Strecke. Der Bahnhof erschliesst primär die Gemeinden Bonstetten und Wettswil a. A., befindet sich aber auf dem Gemeindegebiet von Bonstetten. Der Bahnhof wurde 1864 mit der Strecke Zürich–Zug als Station Bonstetten eröffnet. Der Neubau nach Architekt Thomas Schinkhof wurde 2008 fertiggestellt.
Der Bahnhof hat zwei Perrongleise (Gleise 2 und 3), welche durch einen Mittelbahnsteig erreichbar sind. Der Mittelbahnsteig ist durch eine Unterführung mit dem Bahnhofsvorplatz verbunden. Die Unterführung hat je zwei Aufgänge, wovon jeweils eine als barrierefreie Rampe ausgeführt ist. Das dritte Gleis (Gleis 1) ist nicht mit einem Bahnsteig ausgerüstet. Es wird für Rangierarbeiten sowie für das Abstellen von Zügen genutzt. In Richtung Zürich gibt es zusätzlich zwei kurze Abstellgleise. Eines von ihnen ist ein Pufferlager für Zisternenwagen mit dem Inhalt Ethylenoxid. Dieses Gleis ist eingezäunt und geschützt, die Standards der Sicherheitstechnik sind erfüllt. Im Bahnhofsgebäude befindet sich ein Convenience Shop von avec, welcher an 365 Tagen im Jahr geöffnet hat. Ebenfalls findet sich in diesem Gebäude ein bedienter Bahnschalter der SBB. Auf dem Bahnhofsgelände sind 107 Parkplätze verfügbar. Außerdem sind überdachte Veloplätze vorhanden. Nördlich des Bahnhofgebäudes befindet sich ein Stellwerk. Auf dem Bahnhofsvorplatz wurde mit dem Neubau auch ein Busbahnhof eröffnet. Der Bahnhof Bonstetten-Wettswil ist ein zentraler Umsteigepunkt der Dörfer Bonstetten, Wettswil, Islisberg und Teilen Stallikons. Alle sieben Buslinien werden von Postauto (PU Rolf Stutz AG, Jonen) gefahren. Es starten am Bahnhof Bonstetten-Wettswil zwei Ortsbusse nach Wettswil, ein Ortsbus nach Bonstetten Dorf, eine Linie nach Arni AG via Islisberg, eine Linie nach Birmensdorf via Stallikon, eine Linie nach Zürich Bahnhof Wiedikon via Whiskypass sowie zwei Linien von Affoltern a. A. und Bonstetten Dorf nach Zürich Bahnhof Enge via Autobahn.

### Anschlussgleis Fildern
Während des Baus der Westumfahrung Zürich und der Autobahn A4 wurde vorübergehend die Station Fildern eingerichtet. Das Anschlussgleis Fildern wurde mit einer Umschlaganlage für Aushub ausgerüstet, mit welcher der Aushub der drei Autobahntunnel Aescher-, Uetliberg- und Islisbergtunnel im Bereich des Verkehrsdreiecks Zürich West mit der Bahn abgeführt wurde. Das Gleis wurde nach der Eröffnung der Autobahn wieder abgebrochen.

### Haltestelle Steinhausen Rigiblick

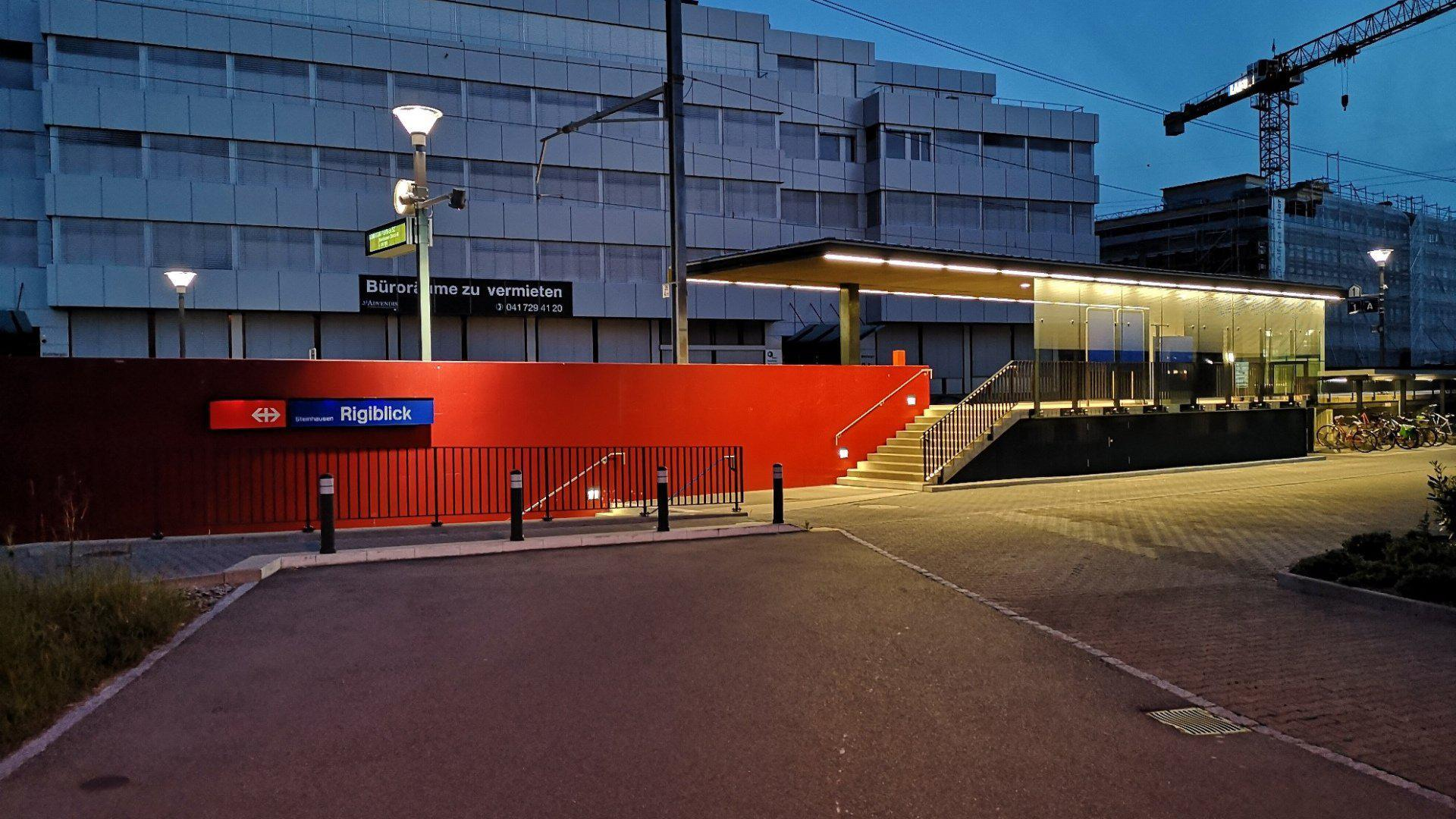
Steinhausen Rigiblick (2018)

Die Haltestelle Steinhausen Rigiblick wurde am 26. November 2012 eingeweiht und auf den Fahrplanwechsel am 9. Dezember 2012 eröffnet. Die Erstellung der 320 Meter langen Haltestelle kostete rund 10,5 Millionen Franken. Neben dem Bau des Bahnsteigs und der Unterführung erfolgte auch eine Anpassung des Servicegleises S41 – erhaltener Rest der «Sumpfweiche».

## Betrieb

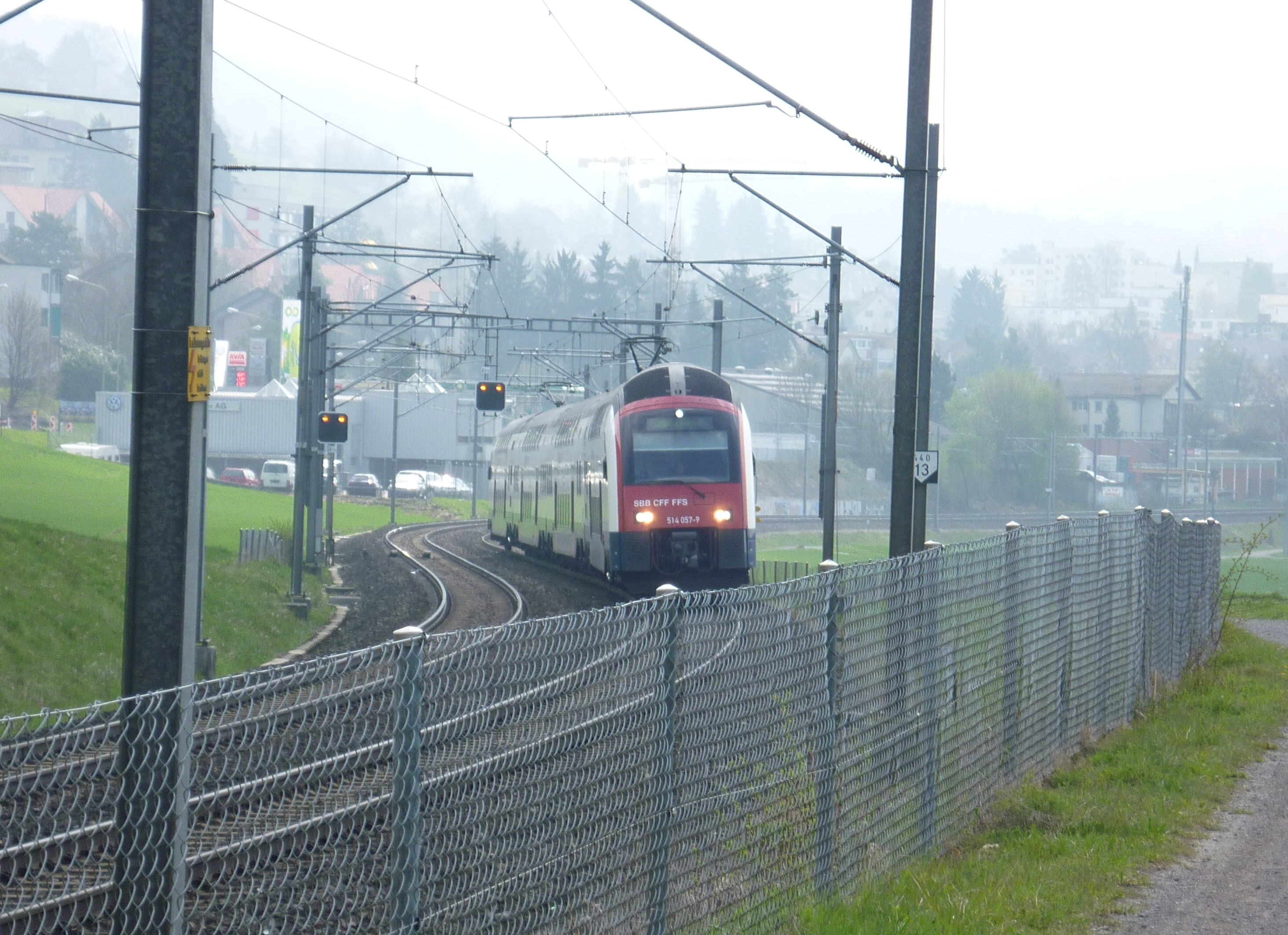
S15 zwischen Hedingen und Affoltern am Albis

Heute verkehrt auf der Gesamtstrecke halbstündlich die S 5  der S-Bahn Zürich. Zwischen Zürich HB und Affoltern a. A., verkehrt während des Tages zusätzlich die S 14 . In den Nächten von Freitag auf Samstag, Samstag auf Sonntag sowie vor Feiertagen verkehrt die 5 der Nacht-S-Bahn Zürich im Stundentakt zwischen Zürich HB und Knonau.